# ماتياس إكلوند
ماتياس إكلوند (بالسويدية: Matthias Eklund)‏ (23 يوليو 1976 بالسويد - ) هو لاعب كرة قدم سويدي في مركز الهجوم. لعب مع نادي هلسينغبورغ ونادي لاندسكرونا ‏.

## وصلات خارجية
- ماتياس إكلوند على موقع قاعدة بيانات كرة القدم.إي يو (الإنجليزية)